# 高倉盛宥
高倉 盛宥（たかくら もりひろ）は、江戸時代中期の弘前藩家老。

## 略歴
弘前藩家老・高倉盛任の嫡男として誕生。享保17年（1732年）、父・盛任の死により、5歳で家督800石を相続し、留守居組となる。延享3年（1746年）に筒足頭与力預かり、宝暦5年（1775年）手廻三番組頭、用人、宝暦8年（1758年）には家老となった。
宝暦10年（1760年）、病没。